# Астрал. 13-й этаж
«Астрал. 13-й этаж» (малайск. Harum Malam) — малайзийский фильм ужасов 2022 года, премьера которого состоялась 23 сентября 2022 года. В России фильм вышел 11 октября 2023 года.

## Сюжет
Игбал (Идан Эйдан) обладает способностью видеть сверхъестественных существ и навыками лечения мистических болезней, которые он унаследовал от своей матери Дины (Надия Нисаа). Юноша всячески хочет избавиться от них, дабы меньше отличаться от окружающих подростков. После того, как его отец Норман (Бронт Палари) был назначен присматривать за домом богача Джамиля (Реми Ишак), происходит несколько загадочных инцидентов. Секрет странных беспорядков, происходящих в квартале, где они проживают, неожиданно раскрывается через серию случаев одержимостью дьяволом. Игбалу приходится вновь обратиться к своим паранормальным способностям, чтобы противостоять нахлынувшей волне зла.

## В ролях
- Идан Эйдан — Игбал
- Бронт Палари — Норман
- Реми Ишак — Джамиль
- Надия Нисаа — Дина
- Аманда Ан — Анна
- Перли Чуа — Попо
- Джои Дауд — дядя Рахим
- Анжелика Петра — Илья
- Файзал Хуссейн — Киай Хасан
- Набила Худа — сержант Зехан
- Эриза Аллия — Фарах
- Аббас Махмуд — офицер

## Критика
Критик RussoRosso Артём Петров положительно оценил фильм. По его мнению, «Дэйн Сэйд взял за основу образ антагониста из „Изгоняющего дьявола“, добавил старое-доброе ультранасилие „Зловещих мертвецов“ и популярные супергеройские клише и разбавил это всё драмой, посвящённой взрослению и отношениям отцов и детей. Так режиссёру удалось создать по-настоящему интересный хоррор, способный зацепить зрителя и не отпускать вплоть до финальных титров». Фуонг Ле из The Guardian, напротив, дала фильму лишь 2 звезды из 5. Как она отметила, у фильма перегружен сюжет, а ближе к финалу он «превращается в тусклый хоррор».